# Gwacheon
Gwacheon (hangul 과천시, hanja 果川市) är en stad i den sydkoreanska provinsen Gyeonggi. Den är en sydlig förort till Seoul och hade 58 462 invånare i slutet av 2019.
Kommunen är indelad i sex administrativa stadsdelar (dong):
Burim-dong,
Byeoryang-dong,
Galhyeon-dong,
Gwacheon-dong,
Jungang-dong och
Munwon-dong.